# Relation de Green-Kubo
La relation de Green-Kubo en physique statistique hors d'équilibre exprime le lien entre un coefficient de transport dans un milieu et les fluctuations statistiques dans ce milieu au voisinage de l'équilibre thermodynamique.
Cette relation a été trouvée indépendamment par Melville Green (1954) et Ryogo Kubo (1957).

## Formulation
Au niveau microscopique les phénomènes de transfert peuvent être décrits par un processus aléatoire temporel caractérisé par une variable aléatoire F(t). Par ailleurs la thermodynamique hors équilibre permet de définir des coefficients liant le flux d'une quantité conservative au gradient de celle-ci et éventuellement d'autres quantités. Green et Kubo ont montré, dans le cadre de la théorie de la réponse linéaire, que le coefficient de transfert était directement lié au processus temporel par l'intermédiaire de sa fonction d'autocorrélation :
{\displaystyle C=\int _{0}^{\infty }\langle F(t)F(t+\tau )\rangle \mathrm {d} \,\tau }

## Ouvrages
- Noëlle Pottier, Physique statistique hors d'équilibre : processus irréversibles linéaires, Les Ulis/Paris, EDP Sciences/CNRS Éditions, 2007, 524 p. (ISBN 978-2-86883-934-3)
- (en) Ryogo Kubo, Morikazu Toda et Natsuki Hashitsume, Statistical Physics : Nonequilibrium Statistical Mechanics, Springer Verlag, 1991, 279 p. (ISBN 978-3-642-58244-8, lire en ligne)